# Piaggio MyMoover
Il Piaggio MyMoover è uno scooter a tre ruote di tipo “cargo” prodotto dalla casa motociclistica italiana Piaggio dal 2020.

## Caratteristiche
Il MyMoover è uno scooter “cargo” a tre ruote con ampio baule posteriore destinato al mercato delle consegne urbane. 
Venne presentato nella primavera del 2020 con la denominazione provvisoria Piaggio 3W-Delivery quando venne annunciata la fornitura di una flotta di 5000 unità a Poste Italiane e l’anno successivo viene posto in vendita anche alla clientela privata.

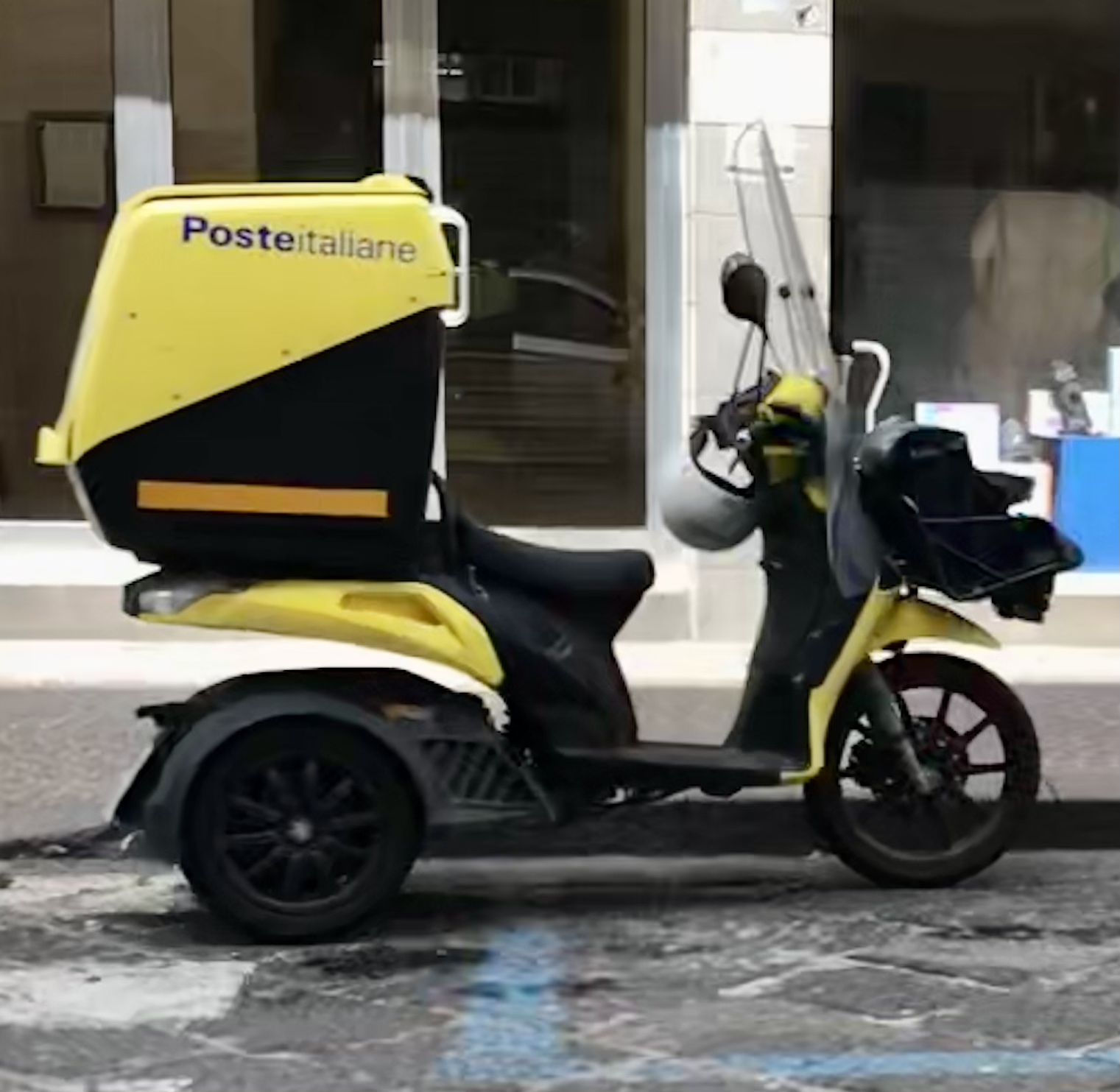
Il MyMoover della flotta Poste Italiane

La caratteristica principale è il nuovo telaio a tre ruote basculante, con due posteriori e una anteriore tutte con freno a disco e frenata combinata CBS. Il sistema basculante permetta un’inclinazione del veicolo fino a 45 gradi. Il mezzo non possiede il cavalletto ma un freno di stazionamento laterale.
Il baule posteriore ha una capacità di carico fino 60 kg e un volume totale di 261 litri, piastra anteriore con capacità di carico di 20 kg e optional una borsa centrale in tessuto dalla capacità di 5 kg. Di serie ha una porta USB e l’apertura a pulsante del baule posteriore. A pagamento dispone di scatola nera con servizi telematici e GPS. 
Esteticamente la parte anteriore possiede lo stesso scudo del Piaggio Liberty Delivery con il portapacchi anteriore e un fanale quadrato in basso, la parte posteriore è specifica per via dell’ampio baule.
La lunghezza è di 2155 mm, la larghezza di 795 mm, il passo misura 1325 mm. La sella è monoposto e ha un’altezza da terra di 760 mm.
Il motore disponibile è il 125 monocilindrico Piaggio “i-get” quattro tempi da 124.6 cc effettivi che eroga 8,0 kW (10,9 CV) 8.750 giri/min di potenza massima e 10,0 Nm a 5.250 giri/min di coppia motrice massima. Raffreddato a liquido il motore è abbinato al cambio CVT ed è omologato Euro 5. Il consumo medio nel ciclo WMTC omologato è di 37 km/l. Le emissioni dichiarate sono pari a 67 g/km di anidride carbonica. Le prestazioni dichiarate sono: velocità massima pari a 74 km/h e pendenza superabile massima pari a 30%. 
Il telaio utilizza una struttura monoculla in tubi d'acciaio ad alta resistenza con sospensione anteriore a forcella telescopica idraulica e sospensione posteriore con mono ammortizzatore idraulico.
La ruota anteriore misura 90/80 R16, le due ruote posteriori misurano 90/90 R12. 
L’impianto frenante utilizza disco anteriore da 240 mm e doppio disco posteriore da 200 mm, di serie la frenata combinata CBS. 
Il serbatoio ha una capacità di 10 litri. Il peso in ordine di marcia è di 200 kg.